# Pherbellia spectabilis
Pherbellia spectabilis är en tvåvingeart som beskrevs av Orth 1984. Pherbellia spectabilis ingår i släktet Pherbellia och familjen kärrflugor.
Artens utbredningsområde är Montana. Inga underarter finns listade i Catalogue of Life.